# 청 블루스케치
"청 블루스케치"는 1986년에 개봉한 대한민국의 영화이다.

## 캐스팅
- 천호진 : 지훈 역
- 조민수 : 유미 역
- 독고영재 : 브로커 역
- 허준호 : 준호 역
- 노경주 : 진희 역
- 하재미 : 선숙 역
- 사흥환 : 감독 역
- 장효선 : 조교 역
- 표인봉 : 왕수 역
- 강용규 : 사내 역
- 박성식 : 사내 역
- 나용주 : 사내 역
- 이소연 : 사내 역
- 안찬국 : 사내 역
- 염태성 : 사내 역
- 김형진 : 사내 역
- 정영길 : 사내 역
- 양춘 : 여인 역
- 박예숙  : 여인 역
- 조학자  : 여인 역
- 황해 (특별출연)
- 독고성 (특별출연)